# Alex Molčan
Alex Molčan (Prešov, 1 december 1997) is een Slowaaks tennisser.

## Carrière
Molčan maakte zijn profdebuut in 2015, hij verloor toen de junioren finale van de Australian Open samen met Hubert Hurkacz tegen het Australische duo Jake Delaney en Marc Polmans. Hij won in 2021 twee challengers in het enkelspel en haalde een finaleplaats in de ATP Belgrado maar verloor van Novak Djokovic. Hij nam in 2021 deel aan de US Open waar hij een derde ronde behaalde. 
In 2022 haalde hij nog tweemaal een ATP-finale maar verloor tegen David Goffin in de ATP Marrakesh en tegen Cameron Norrie in de ATP Lyon. In 2022 nam hij deel aan alle Grand Slams hij haalde op de Australian Open een tweede ronde net zoals op Roland Garros. Op Wimbledon haalde hij zijn beste prestatie met een derde ronde, op de US Open volgde een snelle uitschakeling in de eerste ronde.

## Palmares
| Legenda               |
| --------------------- |
| Grand Slam            |
| Olympische Spelen     |
| ATP Finals            |
| ATP Tour Masters 1000 |
| ATP Tour 500          |
| ATP Tour 250          |

### Enkelspel
| Nr.                             | Datum            | Toernooi      | Ondergrond    | Tegenstander in finale | Score         | Details |
| ------------------------------- | ---------------- | ------------- | ------------- | ---------------------- | ------------- | ------- |
| gewonnen finales herenenkelspel |                  |               |               |                        |               |         |
| verloren finales herenenkelspel |                  |               |               |                        |               |         |
| 1.                              | 29 mei 2021      | ATP Belgrado  | Gravel        | Novak Djokovic         | 4-6, 3-6      | details |
| 2.                              | 10 april 2022    | ATP Marrakesh | Gravel        | David Goffin           | 6-3, 3-6, 3-6 | details |
| 3.                              | 21 mei 2022      | ATP Lyon      | Gravel        | Cameron Norrie         | 3-6, 7-6, 1-6 | details |
| gewonnen challengers            |                  |               |               |                        |               |         |
| 1.                              | 8 augustus 2021  | Svijany       | Gravel        | Tomáš Macháč           | 6-0, 6-1      |         |
| 2.                              | 21 november 2021 | Helsinki      | Hardcourt (i) | João Sousa             | 6-3, 6-2      |         |

### Dubbelspel
| Nr.                  | Datum            | Toernooi  | Ondergrond | Partner     | Tegenstander in finale        | Score            | Details |
| -------------------- | ---------------- | --------- | ---------- | ----------- | ----------------------------- | ---------------- | ------- |
| gewonnen challengers |                  |           |            |             |                               |                  |         |
| 1.                   | 14 februari 2021 | Cherbourg | Hardcourt  | Lukáš Klein | Albano Olivetti Antoine Hoang | 1-6, 7-5, [10-6] |         |

## Resultaten grote toernooien
| Legenda | Legenda                          |
| ------- | -------------------------------- |
| g.t.    | geen toernooi gehouden           |
| l.c.    | lagere categorie                 |
| –       | niet deelgenomen                 |
| G       | uitgeschakeld in de groepsfase   |
| 1R      | uitgeschakeld in de eerste ronde |
| 2R      | uitgeschakeld in de tweede ronde |
| 3R      | uitgeschakeld in de derde ronde  |
| 4R      | uitgeschakeld in de vierde ronde |
| KF      | uitgeschakeld in de kwartfinale  |
| HF      | uitgeschakeld in de halve finale |
| F       | de finale verloren               |
| W       | het toernooi gewonnen            |
| w-v     | winst/verlies-balans             |

### Enkelspel
| Grandslamtoernooien |    |    |
| Australian Open     | –  | 2R |
| Roland Garros       | –  | 2R |
| Wimbledon           | –  | 3R |
| US Open             | 3R | 1R |
| Statistieken        |    |    |
| titels per jaar     | 0  | 0  |
| eindejaarsranking   | 87 |    |

### Dubbelspel
| toernooi            | 2022 |
| ------------------- | ---- |
| Grandslamtoernooien |      |
| Australian Open     | –    |
| Roland Garros       | –    |
| Wimbledon           | –    |
| US Open             | 1R   |
| Statistieken        |      |
| titels per jaar     | 0    |
| eindejaarsranking   |      |